# Refuge Mbaracayú
Le sanctuaire biologique de Mbaracayú (Maracaju) ou refuge Mbaracayú est une réserve binationale, située à la frontière entre le Paraguay et le Brésil. C'est l'un des sites désignés comme réserve écologique par Itaipu Binacional, qui exploite le barrage d'Itaipu. Itaipu est le plus grand barrage en production au monde, situé entre le Paraguay et le Brésil. Le refuge est fondé en 1984 et est située au 300 km au nord de la ville d'Hernandarias. Il s'étend sur 1 356 hectares. Le refuge est géré par ces deux pays.

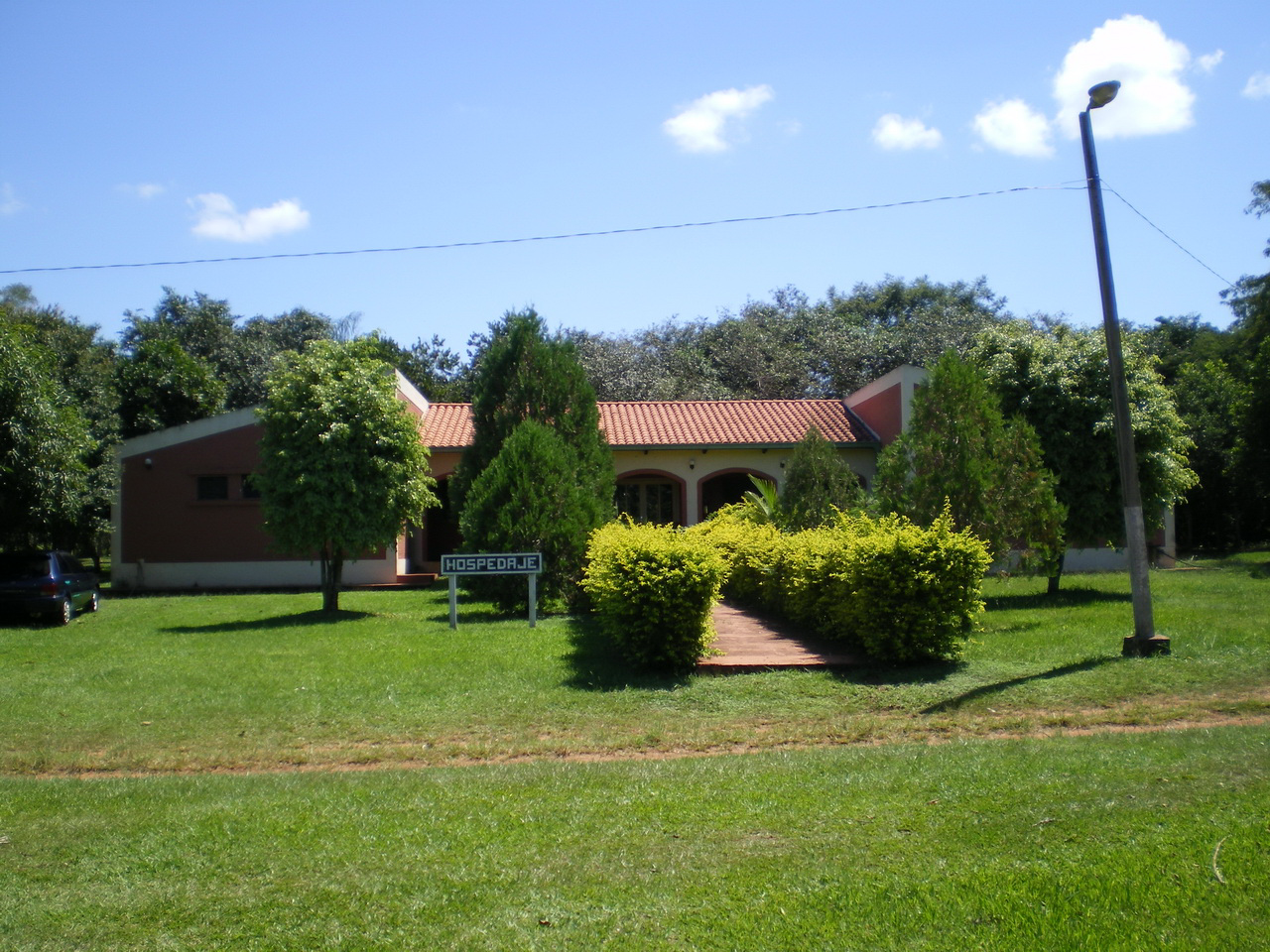
Vue du parc

La création du sanctuaire est une solution à l'ancien problème des frontières entre le Brésil et le Paraguay. Itaipu Binacional a créé une bande de protection environnementale à la frontière entre les villes de Mundo Novo (Brésil) et Salto del Guairá (Paraguay). Avant la création du Refuge, la zone était dépourvue de végétation ; en moins de dix ans de travail intensif de récupération environnementale, la zone a été entièrement reboisée. C'est l'une des zones géographiques dans lesquelles Brésiliens et Paraguayens ont pu résoudre des conflits territoriaux.